# South Hadley
South Hadley – miasto w Stanach Zjednoczonych, w stanie Massachusetts, w hrabstwie Hampshire.